# 聚对苯二甲酸乙二酯
聚对苯二甲酸乙二酯（英語：polyethylene terephthalate，简称PET或PETE），商标名为Dacron、Terylene、，是生活中常见的一种树脂，可以分为APET、RPET和PETG。

## 化学性质
- 分子量：一般大于104。

## 树脂性质

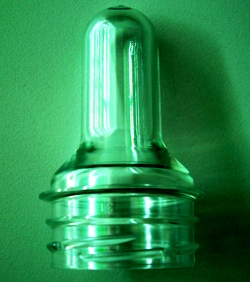
寶特瓶的瓶胚

- 热塑性聚酯，具有优良的坚韧性，拉伸、抗冲击强度、耐磨性，电绝缘性。
- 由於具有韌性佳、重量輕、不透氣、耐酸鹼、耐水、耐油等特點，其近年成為汽水、果汁、碳酸飲料、食用油零售包装之常用材質。
- 收缩率70%
- 一般PET不耐熱。攝氏80度以下可以保持不變形、無毒素釋放。
- 結晶化PET: CPET(Crystalline Polyethylene Terephthalate) 耐高溫，攝氏180度以下可以保持不變形、無毒素釋放。

## 用途
在塑膠分類中，PET的代号是1号，應用广泛：
- 分子量足够大可纺成聚酯纖維，成品稱涤纶，作為工業產品之基礎原料。

- 可制成薄膜用于录音、錄影、电影胶片、光學碟片等的基片、绝缘膜、产品包装等
- 作为塑膠可吹制成各种瓶，如寶特瓶等。
- 可作为电器零部件、轴承、齿轮等。
- 绝大多数回收的饮料瓶都进入了塑料绳行业。
- ，光學產品，用於液晶显示器。

- 透過改質或結晶等方式生產之耐熱PET則具有不透明及耐高溫特性，一般稱為CPET(Crystalline Polyethylene Terephthalate)

耐高溫攝氏180度以下可以保持不變形，可用於盛裝熱食，適合製成需要耐高溫的食物容器如便當盒、碗盤、杯子、瓶罐、餐具。

## 制备
- 由对苯二甲酸与乙二醇经缩合反应制成。
- 原料为对二甲苯PX

## 安全性
1998年9月，瑞士航空111号班机上的PET隔热层失火而导致空难，全机229人无一生还。
2010年4月出版的《環境健康視角》（Environmental Health Perspectives）中的一篇评论指出，PET可能会在经常性或多重使用的条件下产生内分泌干扰素，并建议对此进行深入研究。其可能的机制包括邻苯二甲酸酯与锑的釋出。

## 外部連結
- American Plastics Council: PlasticInfo.org
- KenPlas Industry Ltd.: "What is PET (Polyethylene Terephthalate)"
- "WAVE Polymer Technology: PET (Polyethylene Terephthalate) flakes processing"